# Mohammed Cheridou
Mohammed Cheridou (en arabe : محمد شريدو), né le 20 septembre 1999 à Kénitra (Maroc), est un joueur de futsal international marocain.

## Biographie

### Carrière en club
Mohammed Cheridou naît à Kénitra et commence le futsal à l'AS Khabazat Oussoud Kénitra.

### Carrière internationale
Le 4 septembre 2021, la Fédération royale marocaine de football annonce la liste des joueurs qui iront disputer la Coupe du monde de futsal de 2021 en Lituanie. Mohammed Cheridou est retenu par Hicham Dguig pour défendre les couleurs marocaines,,. Dans la hiérarchie, Cheridou figure en tant que troisième gardien réserve derrière Abdelkrim Anbia et Reda Khiyari,. Les Marocains terminent la compétition quarts-de-finalistes, éliminés par le Brésil sur le score d'un but à zéro. Lors de la compétition, Cheridou ne dispute aucune minute.
Le 8 novembre 2022, il figure de nouveau sur la liste de Hicham Dguig pour une double confrontation face au Brésil, toujours en tant que troisième gardien réserviste,.
En fin février 2023, il reçoit une nouvelle convocation pour deux doubles confrontations amicales : face à l'Irak et l'Estonie.
C'est ainsi que le 2 mars 2023 à Rabat, il honore sa première sélection en étant titularisé face aux Irakiens (match nul, 2-2).
Il participe au stage suivant au tournoi international du Maroc qui voit la participation de la Croatie, du Japon et de la France. Tournoi que les Marocains remportent chez eux, après s'être imposé face aux Japonais (3-2) et fait deux matchs nuls, contre la Croatie (3-3) et la France (4-4). Cheridou participe aux trois rencontres en tant que titulaire,,.
Le 14 septembre 2023 le Maroc, 8ème au classement mondial, s'impose en amical face au vice-champion du monde, l'Argentine sur le score de 7 buts à 0. Remplaçant de Abdelkrim Anbia, Mohammed Cheridou dispute une poignée de seconde de ce succès marocain.

## Statistiques

### En sélection
Le tableau suivant liste les rencontres de l'équipe du Maroc auxquelles Mohammed Cheridou a pris part depuis le 2 mars 2023 :

## Palmarès

### En sélection
- 2021 : Quart-de-finaliste de la Coupe du monde de futsal de 2021[20]
- 2022 : Finaliste de la Coupe arabe universitaire avec le Maroc U23
- 2023 : Vainqueur du Tournoi international de Rabat[21],[22]
- 2023 : Vainqueur du Tournoi international de Croatie
- 2024 : Vainqueur de la  Coupe d'Afrique des nations